# Tennis als Jocs Olímpics d'Estiu de 2024 − Dobles mixts
La competició de dobles mixts va ser una de les cinc proves del programa de tennis als Jocs Olímpics de París de 2024. La prova es va realitzar entre els dies 29 de juliol i el 2 d'agost de 2024 en el Stade Roland Garros de París, sobre el tipus de superfície terra batuda. Hi van participar 32 tennistes (16 parelles) de setze països diferents.
La parella txeca formada per Kateřina Siniaková i Tomáš Macháč van guanyar la medalla d'or després de superar la parella xinesa formada per Wang Xinyu i Zhang Zhizhen. Tan Siniaková com Macháč van participar per primer cop en aquesta modalitat però Siniaková ja havia guanyat una medalla d'or olímpica a Tòquio 2020 en la modalitat de dobles femenins.

## Calendari
| Juliol        | Juliol        | Juliol          | Agost      | Agost               |
| 29            | 30            | 31              | 1          | 2                   |
| ------------- | ------------- | --------------- | ---------- | ------------------- |
| Primera ronda | Primera ronda | Quarts de final | Semifinals | Final de consolació |
| Primera ronda | Primera ronda | Quarts de final | Semifinals | Final               |

## Classificació
| Posició | Nom                                      | Delegació       |
| ------- | ---------------------------------------- | --------------- |
| Or      | Kateřina Siniaková Tomáš Macháč          | Txèquia         |
| Plata   | Wang Xinyu Zhang Zhizhen                 | R.P. de la Xina |
| Bronze  | Gabriela Dabrowski Félix Auger-Aliassime | Canadà          |
| 4       | Demi Schuurs Wesley Koolhof              | Països Baixos   |
| 5       | Ena Shibahara Kei Nishikori              | Japó            |
| 5       | Coco Gauff Taylor Fritz                  | Estats Units    |
| 5       | Sara Errani Andrea Vavassori             | Itàlia          |
| 5       | Ellen Perez Matthew Ebden                | Austràlia       |

## Caps de sèrie
1. Laura Siegemund /  Alexander Zverev (DEU) (1a ronda)
2. Ellen Perez /  Matthew Ebden (AUS) (quarts de final)
3. Coco Gauff /  Taylor Fritz (USA) (quarts de final)
4. Maria Sakkari /  Stéfanos Tsitsipàs (GRE) (1a ronda)

## Quadre
Llegenda
| Q = Classificat/da fase prèvia WC = Invitació (Wild Card) LL = Perdedor/a afortunat/da (Lucky Loser) | Alt = Suplent (Alternate) SE = Exempció especial (Special Exempt) RP = Rànquing protegit | w/o = No presentat (Walkover) r = Retirat d = Desqualificat |

| Vuitens de final | Vuitens de final                      | Vuitens de final | Vuitens de final | Vuitens de final |  |    | Quarts de final                       | Quarts de final                 | Quarts de final | Quarts de final | Quarts de final |  |  | Semifinals | Semifinals                               | Semifinals | Semifinals | Semifinals |  |  | Final                                 | Final                           | Final               | Final               | Final               |                     |                     |
|                  |                                       |                  |                  |                  |  |    |                                       |                                 |                 |                 |                 |  |  |            |                                          |            |            |            |  |  |                                       |                                 |                     |                     |                     |                     |                     |
| 1                | Laura Siegemund Alexander Zverev      | 4                | 5                |                  |  |    |                                       |                                 |                 |                 |                 |  |  |            |                                          |            |            |            |  |  |                                       |                                 |                     |                     |                     |                     |                     |
|                  | Kateřina Siniaková Tomáš Macháč       | 6                | 7                |                  |  |    |                                       | Kateřina Siniaková Tomáš Macháč | 7               | 6               |                 |  |  |            |                                          |            |            |            |  |  |                                       |                                 |                     |                     |                     |                     |                     |
|                  | Caroline Garcia É. Roger-Vasselin     | 4                | 6                | [7]              |  | RP | Ena Shibahara Kei Nishikori           | 5                               | 2               |                 |                 |  |  |            |                                          |            |            |            |  |  |                                       |                                 |                     |                     |                     |                     |                     |
| RP               | Ena Shibahara Kei Nishikori           | 6                | 3                | [10]             |  |    |                                       |                                 |                 |                 |                 |  |  |            | Kateřina Siniaková Tomáš Macháč          | 6          | 6          |            |  |  |                                       |                                 |                     |                     |                     |                     |                     |
| 3                | Coco Gauff Taylor Fritz               | 6                | 6                | [10]             |  |    |                                       |                                 |                 |                 |                 |  |  |            | Gabriela Dabrowski Félix Auger-Aliassime | 3          | 3          |            |  |  |                                       |                                 |                     |                     |                     |                     |                     |
| Alt              | Nadia Podoroska Máximo González       | 1                | 7                | [5]              |  |    | 3                                     | Coco Gauff Taylor Fritz         | 62              | 6               | [8]             |  |  |            |                                          |            |            |            |  |  |                                       |                                 |                     |                     |                     |                     |                     |
|                  | Heather Watson Joe Salisbury          | 5                | 6                | [3]              |  |    | Gabriela Dabrowski F. Auger-Aliassime | 7                               | 3               | [10]            |                 |  |  |            |                                          |            |            |            |  |  |                                       |                                 |                     |                     |                     |                     |                     |
|                  | Gabriela Dabrowski F. Auger-Aliassime | 7                | 4                | [10]             |  |    |                                       |                                 |                 |                 |                 |  |  |            |                                          |            |            |            |  |  |                                       | Kateřina Siniaková Tomáš Macháč | 6                   | 5                   | [10]                |                     |                     |
|                  | Sara Errani Andrea Vavassori          | 6                | 6                |                  |  |    |                                       |                                 |                 |                 |                 |  |  |            |                                          |            |            |            |  |  | Alt                                   | Wang Xinyu Zhang Zhizhen        | 2                   | 7                   | [8]                 |                     |                     |
|                  | Mirra Andreeva Daniïl Medvédev        | 3                | 2                |                  |  |    |                                       | Sara Errani Andrea Vavassori    | 7               | 3               | [9]             |  |  |            |                                          |            |            |            |  |  |                                       |                                 |                     |                     |                     |                     |                     |
|                  | Demi Schuurs Wesley Koolhof           | 6                | 7                |                  |  |    | Demi Schuurs Wesley Koolhof           | 64                              | 6               | [11]            |                 |  |  |            |                                          |            |            |            |  |  |                                       |                                 |                     |                     |                     |                     |                     |
| 4                | Maria Sakkari Stéfanos Tsitsipàs      | 4                | 63               |                  |  |    |                                       |                                 |                 |                 |                 |  |  |            | Demi Schuurs Wesley Koolhof              | 6          | 4          | [4]        |  |  |                                       |                                 |                     |                     |                     |                     |                     |
| Alt              | Luisa Stefani Thiago Seyboth Wild     | 6                | 3                | [8]              |  |    |                                       |                                 |                 |                 |                 |  |  | Alt        | Wang Xinyu Zhang Zhizhen                 | 2          | 6          | [10]       |  |  | Final de consolació                   | Final de consolació             | Final de consolació | Final de consolació | Final de consolació | Final de consolació | Final de consolació |
| Alt              | Wang Xinyu Zhang Zhizhen              | 3                | 6                | [10]             |  |    | Alt                                   | Wang Xinyu Zhang Zhizhen        | 67              | 7               | [10]            |  |  |            |                                          |            |            |            |  |  |                                       |                                 |                     |                     |                     |                     |                     |
|                  | Sara Sorribes Tormo Marcel Granollers | 3                | 4                |                  |  | 2  | Ellen Perez Matthew Ebden             | 7                               | 68              | [5]             |                 |  |  |            |                                          |            |            |            |  |  | Gabriela Dabrowski F. Auger-Aliassime | 6                               | 7                   |                     |                     |                     |                     |
| 2                | Ellen Perez Matthew Ebden             | 6                | 6                |                  |  |    |                                       |                                 |                 |                 |                 |  |  |            |                                          |            |            |            |  |  |                                       | Demi Schuurs Wesley Koolhof     | 3                   | 62                  |                     |                     |                     |